# بات هربرت
بات هربرت (بالإنجليزية: Pat Herbert)‏ هو لاعب قذف أيرلندي، ولد في 1953 في Castleconnell ‏ في جمهورية أيرلندا.